# 蛯名利弘
蛯名 利弘（えびな としひろ、1961年3月10日 - ）は、日本中央競馬会美浦トレーニングセンター所属の調教師で、元騎手、元調教助手。血液型O型。調教師としては、騎手時代に平地競走と障害競走の両部門で勝利を挙げた数少ない元騎手出身調教師の一人である。
千葉県出身。身長163cm、体重53kg（騎手時代）。
騎手引退時の免許は平地競走のみの所持だが、かつては障害競走の免許を所持しており、勝利を挙げている。

## 来歴
父の利八郎が山田要一厩舎の厩務員だったことから騎手を目指し、1981年3月1日に成宮明光厩舎からデビューし、初出走は中山3Rの4歳未勝利でアイノコマンダーの12着も、同日の2戦目中山4Rの5歳以上400万下でウネメフジに騎乗し初勝利を挙げる。デビュー年の結果は78戦2勝。
1984年12月8日には障害でもイシノシブキで初勝利を挙げる。
1996年4月13日中山6Rの4歳未勝利でリベラルセンプーに騎乗し1着となりJRA通算100勝を達成。
1997年3月11日には川崎のマーチ賞でアイノジュピターに騎乗し1着となり地方初勝利を挙げる。
1998年3月31日、通算1700戦111勝（うち障害41戦2勝、重賞未勝利）で騎手を引退。現役最後の勝利は同年1月11日中山8Rの4歳以上500万下のトランスミッション。その後同年4月より美浦・星野忍厩舎で調教助手となり、2007年2月から美浦・天間昭一厩舎で調教助手となる
2011年12月8日、10回以上の試験を受け続けるも不合格続きで最後の受験としていたが、ようやく新規調教師免許試験に合格した。
2012年開業、初出走は3月17日中山5Rのヤマニンラピエール9着で、初勝利は延44頭目となる出走の同年7月1日函館6Rのレヴァンタールである。

## 騎手成績
|            | 日付           | 競馬場・開催  | 競走名              | 馬名             | 頭数 | 人気 | 着順 |
| ---------- | -------------- | ------------- | ------------------- | ---------------- | ---- | ---- | ---- |
| 初騎乗     | 1981年3月1日   | 2回中山4日3R  | 4歳未勝利           | アイノコマンダー | 13頭 | 10   | 12着 |
| 初勝利     | 1981年3月1日   | 2回中山4日4R  | 5歳以上400万下      | ウネメフジ       | 16頭 | 3    | 1着  |
| 重賞初出走 | 1988年2月14日  | 1回東京6日11R | 共同通信杯4歳S      | ドウカンランド   | 12頭 | 12   | 10着 |
| G1初出走   | 1989年12月17日 | 5回中山6日11R | 朝日杯3歳ステークス | マウントスピード | 15頭 | 15   | 10着 |

## 調教師成績
|            | 日付          | 競馬場・開催   | 競走名            | 馬名               | 頭数 | 人気 | 着順 |
| ---------- | ------------- | -------------- | ----------------- | ------------------ | ---- | ---- | ---- |
| 初出走     | 2012年3月17日 | 2回中山7日5R   | 3歳未勝利         | ヤマニンラピエール | 16頭 | 12   | 9着  |
| 初勝利     | 2012年7月1日  | 2回函館2日6R   | 3歳未勝利         | レヴァンタール     | 16頭 | 10   | 1着  |
| 重賞初出走 | 2014年9月7日  | 2回小倉12日11R | 小倉2歳ステークス | クリノヤクマン     | 17頭 | 14   | 11着 |
| 重賞初勝利 |               |                |                   |                    |      |      |      |
| GI初出走   |               |                |                   |                    |      |      |      |

### 主な管理馬
- クリノヤクマン（2015年たんぽぽ賞）

## 主な厩舎所属者
※太字は門下生。括弧内は厩舎所属期間と所属中の職分。
- 秋山稔樹（2020年 - 2024年、騎手）